# رولس آقاجانیان
رولس گئورگی آقاجانیان (ارمنی: Ռոլես Գևորգի Աղաջանյան؛ زادهٔ ۲۸ اوت ۱۹۴۷ - درگذشته ۱۳ مارس ۲۰۱۴) یک  سیاستمدار اهل ارمنستان بود که از تاریخ ۱۹۹۰ تا تاریخ ۱۹۹۵ سمت نمایندگی دوره اول شورای عالی جمهوری ارمنستان را برعهده داشت.

## زندگی‌نامه
در ۲۸ اوت ۱۹۴۷ در ارمنستان به دنیا آمد و از دانشگاه ملی پلی‌تکنیک ارمنستان فارغ‌التحصیل شد.  وی در 	۱۳ مارس ۲۰۱۴ در سن ۶۶ سالگی در یک سانحه رانندگی درگذشت.